# Médanos (Entre Ríos)
Médanos es una localidad y centro rural de población con junta de gobierno de 2ª categoría del distrito Médanos del departamento Islas del Ibicuy, en la provincia de Entre Ríos, República Argentina. En ella se halla la Estación Médanos del Ferrocarril General Urquiza.
La población de la localidad, es decir sin considerar el área rural, era de 388 personas en 1991 y de 426 en 2001. La población de la jurisdicción de la junta de gobierno era de 426 habitantes en 2001, por lo que fue considerada toda urbana.